# Le Bonhomme de neige et le Petit Chien
Le Bonhomme de neige et le Petit Chien est un court métrage d'animation britannique de 2012. Il s'agit de la suite de Le Bonhomme de neige et a été créé pour marquer le 30e anniversaire du court métrage original. Le film est réalisé dans le style de la première partie et du livre original de Raymond Briggs de 1978. Presque aucun graphisme informatique n'a été utilisé lors de sa création ; le film a été dessiné avec des crayons de couleur. Contrairement au premier film, Le Bonhomme de neige et le Petit Chien n'a pas d'introduction.
Le film est dédié à John Coates (le producteur du film, décédé en septembre 2012) et comprend une nouvelle chanson intitulée "Light the Night" du batteur de Razorlight Andy Burrows. Le Bonhomme de neige et le Petit Chien a remporté le Televisual Bulldog Award 2013 dans la catégorie Meilleur film pour enfants. Il a également été nommé pour le British Academy Children's Award for Animation en 2013.

## Synopsis
Quelques années après les événements de Le Bonhomme de neige, un jeune garçon nommé Billy, sa mère et leur chien emménagent en été dans une nouvelle maison (qui abritait auparavant le protagoniste du premier film, James, et ses parents).
À l'automne, le garçon et sa mère enterrent leur chien mort sous un arbre dans le jardin.
À l'approche de Noël, Billy écrit au Père Noël sous la forme d'un dessin à la main ; la seule chose qu'il demande est un autre chien pour remplacer celui qui vient de mourir. Il trébuche ensuite sur une planche de parquet dans sa chambre, où il découvre des jouets et une petite boîte attachée avec des guirlandes en dessous. Dans la boîte, il trouve une photo de James et du bonhomme de neige, ainsi que l'écharpe originale, le chapeau, des morceaux de charbon et une vieille mandarine séchée (autrefois le nez du bonhomme de neige). Cela l'inspire à construire le même bonhomme de neige et aussi un chien de neige.
Cette nuit-là, le bonhomme de neige et le chien de neige prennent vie, à la grande surprise de Billy. Ils jouent dans et autour de la maison de Billy pendant un certain temps, mais le chien de neige commence à fondre quelques secondes plus tard. Ils se précipitent dehors, trouvent un traîneau et se rendent au sommet de la colline où ils trouvent des bonhommes de neige en train de voler. Cela les incite à voler aux côtés d'autres bonhommes de neige. Cependant, le bonhomme de neige perd son nez, ce qui conduit Billy, le bonhomme de neige et le chien de neige à reprendre leur vol en avion après que le bonhomme de neige ait retrouvé son nez. Ils partent en avion au-dessus de Londres pour assister à la fête annuelle du bonhomme de neige dans le nord gelé.
Lors de la fête, ils participent à une course de descente contre de nombreux bonhommes de neige et un pingouin skieur, que Billy et le chien de neige remportent en traîneau. Le Père Noël offre à Billy un petit cadeau : un collier de chien magique. Billy, le bonhomme de neige et le chien de neige retournent ensuite chez Billy tandis que le pilote bonhomme de neige les suit en avion. De retour chez lui, Billy met le collier de chien au chien de neige, ce qui transforme le chien de neige en un vrai chien vivant qui correspond à celui que Billy a demandé.
Le lendemain matin, Billy et son nouveau chien « Socks » se réveillent et sortent pour aller jouer avec le bonhomme de neige, mais ils finissent par découvrir qu'il a fondu. Ils s'agenouillent tous les deux près des restes du bonhomme de neige, pleurant la perte de leur ami.

## Production
Le film de 24 minutes, dont la réalisation a pris près de deux ans, a coûté 2 millions de livres sterling et, comme le film original, a été créé à partir de plus de 200 000 images dessinées à la main, à l'aide de plus de 3 000 crayons. Bien que le film ait été principalement dessiné à la main, des images de synthèse ont été utilisées pour ajouter de la neige tombante et des effets d'éclairage. Le film a été provisoirement appelé Le Bonhomme de neige 2 avant que le nom définitif ne soit révélé.
La production a mobilisé 94 personnes, dont 77 artistes et animateurs. Chaque seconde du film est composée de douze images, dont chacune a nécessité jusqu'à 30 heures de création..
Le compositeur Howard Blake, qui a composé la bande originale du film original de 1982, était l'un des rares membres de l'équipe à ne pas avoir été invité à revenir et après avoir exprimé son intérêt pour revenir, il a été, selon certaines sources, invité à « envoyer une démo », ce qu'il a refusé, citant le succès de la bande originale de production orchestrale originale. Le film comprend à la place les chansons « Light the Night » (scènes de vol vers le pôle Nord) et « Hometown (Flying Home) » (scènes de retour à la maison) du batteur de Razorlight Andy Burrows, ainsi que le compositeur Ilan Eshkeri, connu pour son travail au cinéma. La musique a été enregistrée avec le London Metropolitan Orchestra.
Réticent à ce que le film original Le Bonhomme de neige soit produit en court métrage, Raymond Briggs aurait déclaré qu'« il a fallu beaucoup de persuasion pour permettre la réalisation de la suite ». Bien que Briggs ne soit pas lui-même responsable de l'histoire de la nouvelle animation, la suite n'aurait pas pu avoir lieu sans sa permission car il possède les droits sur les personnages et le scénario originaux.
Le 29 mars 2012, la branche de distribution d'Aardman Animations a acquis les droits de distribution mondiaux du court-métrage, ainsi que les droits de diffusion à domicile en Amérique du Nord et au Japon.

## Promotion
Le Bonhomme de neige et le Petit Chien a été fortement promu dans les semaines précédant sa diffusion originale, principalement par Channel 4, mais aussi par d'autres sociétés telles que Nationwide,.

## Réception
Lors de la première diffusion du film sur Channel 4, le 24 décembre 2012, une audience énorme de près de 6 millions de téléspectateurs a été enregistrée, l'un des chiffres d'audience les plus élevés pour un programme télévisé en un an et la plus grande audience pour un programme de Noël depuis plus d'une décennie.
Si les critiques ont salué l'animation, certains, comme Sam Wollaston, rédacteur dans The Guardian, ont critiqués les nombreuses similitudes avec l'intrigue originale,.